# Zellenberg
Zellenberg (en alsacià Zàllebàri) és un municipi francès, situat a la regió del Gran Est, al departament de l'Alt Rin. L'any 2006 tenia 397 habitants.

## Demografia
| 1962 | 1968 | 1975 | 1982 | 1990 | 1999 |
| ---- | ---- | ---- | ---- | ---- | ---- |
| 304  | 311  | 327  | 354  | 343  | 391  |

## Administració
| Període   | Identitat             | Partit |
| --------- | --------------------- | ------ |
| 2001-2008 | Hermine Monetti       |        |
| 2008-     | Jean-Marie Lechleiter |        |